# Bacanta (pictură de Courbet)
Bacanta este o pictură în ulei pe pânză realizată de Gustave Courbet între 1844 și 1847. Titlul tabloului face referire la imaginile cu Bacante din mitologia greco-romană și la picturile și sculpturile renascentiste pe această temă.
Este una dintre cele mai timpurii lucrări ale lui Courbet care au supraviețuit, din perioada în care se afla încă sub influența nudurilor vechilor maeștri, cum ar fi Correggio și a lui Venus, Satyr și Cupidon. Un alt nud feminin realizat de Courbet cam din aceeași perioadă este Nud feminin dormind lângă un pârâu (Institutul de Artă din Detroit).

## Proveniență
În 1914 a fost vândut de către negustorii de artă Frederik Muller & Cie din Amsterdam. Până în 1968 a făcut parte din colecția Van Nierop, înainte de a trece la galeria Lefevre din Londra, de unde a fost achiziționată de medicul Gustav Rau pentru fundația pe care o înființa la Köln. În 2011, muzeul Courbet a prezentat o expoziție care arată legăturile dintre sculptorul Auguste Clésinger și Courbet, care erau prieteni apropiați. Aceste legături au fost observate în special între lucrarea în marmură din 1847 a lui Clésinger, Femeie mușcată de un șarpe, și Bacanta lui Courbet.